# John-Kacey Ferreira-Sala
John-Kacey Ferreira-Sala (* 12. März 2009 in Honolulu, Hawaii, Vereinigte Staaten) ist ein amerikanisch-samoanischer Fußballspieler auf der Position eines Abwehrspielers, der im Jahr 2024 sein Länderspieldebüt in der amerikanisch-samoanischen Fußballnationalmannschaft gab.

## Karriere
John-Kacey Ferreira-Sala wurde am 15. März 2009 in der hawaiianischen Hauptstadt Honolulu geboren. Bereits in jungen Jahren begann er mit dem Fußballspielen und setzte seine Laufbahn auch während seiner Schulzeit fort. So gehört er seit 2023 der Fußballmannschaft der Saint Louis School in seiner Heimatstadt an und spielt nebenbei beim Nachwuchsausbildungsverein Lē'ahi Nā Koa. An der Saint Louis School wird Ferreira-Sala im Jahr 2027 den Abschluss erlangen. Im Jahr 2024 war er zum Defensive Player of the Year der Interscholastic League of Honolulu (ILH) gewählt worden. Ferreira-Sala, der USCS-Nationalmeister ist, ist zumindest seit 2022 Mitglied des Olympic Development Programs (ODP) seines Heimatbundesstaates. Im Gegensatz zu dem fast gleichaltrigen Kody Savelio nahm der meist als Innenverteidiger eingesetzte Ferreira-Sala im April 2024 nicht mit der amerikanisch-samoanischen U-19-/U-20-Nationalmannschaft an der Qualifikation zur U-19-Ozeanienmeisterschaft 2024 teil.
Im September 2024 schaffte er – damals noch 15-jährig – den Sprung in die A-Nationalmannschaft von Amerikanisch-Samoa und nahm mit dem Team an der OFC-Qualifikation zur Weltmeisterschaft 2026 teil. Beim Spiel der ersten Runde gegen Samoa wurde Ferreira-Sala von Beginn an eingesetzt und in der Halbzeit durch Ueli Tualaulelei ersetzt. Für die Mannschaft bedeutete die 0:2-Niederlage in diesem Spiel das vorzeitige Ausscheiden aus der Qualifikation. Als sich Samoa drei Tage später im Finalspiel der ersten Qualirunde gegen Tonga für die zweite Runde der Qualifikation qualifizierte, absolvierte Amerikanisch-Samoa an diesem Tag ein freundschaftliches Länderspiel gegen die Cookinseln. Bei der Begegnung am 9. September 2024 absolvierte der gebürtige Hawaiianer unter Trainer David Jones sein zweites Länderspiel in der amerikanisch-samoanischen Nationalauswahl, die das Spiel mit 2:1 für sich entschied und zum ersten Mal seit neun Jahren wieder ein Länderspiel gewann. Zusammen mit Ferreira-Sala gab an diesem Tag auch der 15-jährige Kody Savelio sein A-Teamdebüt; mit dem fast 44-jährigen Routinier Nicky Salapu war in dieser Begegnung ein fast dreimal so alter Spieler auf dem Feld.